# Campeonato Italiano de Futebol - Série C
A Serie C é o terceiro nível do sistema de ligas do futebol italiano e último nível de futebol profissional da Itália.
Desde 2014, é o único campeonato organizado pela Lega Italiana Calcio Professionistico, após a unificação entre a Prima e Seconda Divisione em uma única divisão chamada Lega Pro, reintroduzindo o formato da Serie C original que existiu entre 1935 e 1978.
Em 25 de maio de 2017, a assembléia da Lega Pro aprovou por unanimidade o retorno à designação original: Serie C.
Ela premia com acessos para a Serie B italiana e com rebaixamentos para a Serie D.

## Campeões

### Serie C (1935–1978)
- 1935–36: Venezia, Cremonese, Spezia, Catanzaro
- 1936–37: Padova, Vigevano, Sanremese, Ancona, Taranto
- 1937–38: SPAL, Fanfulla Lodi, Casale, Siena, Salernitana
- 1938–39: Brescia, Catania
- 1939–40: Reggiana, Vicenza
- 1940–41: Prato, Fiumana
- 1941–42: MATER, Palermo
- 1942–43: Varese, Pro Gorizia
- 1943–45: Cancelado devido a Segunda Guerra Mundial
- 1945–46: Mestrina, Prato, Perugia, Alba Roma, Lecce
- 1946–47: Magenta, Vita Nova P.S. Pietro, Bolzano, Centese, Gubbio, Nocerina
- 1947–48: Houve ligas regionais, sem acesso
- 1948–49: Fanfulla Lodi, Udinese, Prato, Catania
- 1949–50: Seregno, Treviso, Ancona, Messina
- 1950–51: Monza, Marzotto Valdagno, Piombino, Juve Stabia
- 1951–52: Cagliari
- 1952–53: Pavia
- 1953–54: Parma
- 1954–55: Bari
- 1955–56: Sambenedettese
- 1956–57: Prato
- 1957–58: Reggiana
- 1958–59: Mantova, Catanzaro

A partir da temporada de 1959–60, o torneio foi organizado em três grupos, mantendo a subdivisão geográfica usual das equipes participantes. A promoção à Série B ficou, também neste caso, limitada apenas aos vencedores de cada grupo. A divisão manteve esse formato por duas décadas, até a temporada de 1977–78.
| Temporada | Grupo A     | Grupo B        | Grupo C     |
| 1959–60   | Pro Patria  | Prato          | Foggia      |
| 1960–61   | Modena      | Lucchese       | Cosenza     |
| 1961–62   | Triestina   | Cagliari       | Foggia      |
| 1962–63   | Varese      | Prato          | Potenza     |
| 1963–64   | Reggiana    | Livorno        | Trani       |
| 1964–65   | Novara      | Pisa           | Reggina     |
| 1965–66   | Savona      | Arezzo         | Salernitana |
| 1966–67   | Monza       | Perugia        | Bari        |
| 1967–68   | Como        | Cesena         | Ternana     |
| 1968–69   | Piacenza    | Arezzo         | Taranto     |
| 1969–70   | Novara      | Massese        | Casertana   |
| 1970–71   | Reggiana    | Genoa          | Sorrento    |
| 1971–72   | Lecco       | Ascoli         | Brindisi    |
| 1972–73   | Parma       | SPAL           | Avellino    |
| 1973–74   | Alessandria | Sambenedettese | Pescara     |
| 1974–75   | Piacenza    | Modena         | Catania     |
| 1975–76   | Monza       | Rimini         | Lecce       |
| 1976–77   | Cremonese   | Pistoiese      | Bari        |
| 1977–78   | Udinese     | SPAL           | Nocerina    |

No período entre 1978 e 2014, a Serie C foi dividida em Serie C1 e C2. A partir da temporada de 2008–09, o Campeonato da Série C1 assumiu o nome de Lega Pro Prima Divisione.

### Lega Pro (2014–2017)
A partir da temporada de 2014–15 a divisão foi reunificada. O torneio foi, portanto, organizado de acordo com o último formato adotado pela Série C, ou seja, três grupos com subdivisão geográfica dos times participantes. Os vencedores de cada grupo e o vencedor do play-off de acesso são promovidos à Série B.
| Temporada | Grupo A    | Grupo B | Grupo C     |
| 2014–15   | Novara     | Ascoli  | Salernitana |
| 2015–16   | Cittadella | SPAL    | Benevento   |
| 2016–17   | Cremonese  | Venezia | Foggia      |

1. ↑  O campeão do Grupo B foi o Teramo, no entanto, o clube teve seu título revogado.

### Serie C (2017–)
A partir da temporada de 2017–18, a divisão voltou a se chamar Série C, enquanto o formato permaneceu o mesmo da temporada anterior.
| Temporada | Grupo A        | Grupo B        | Grupo C     |
| 2017–18   | Livorno        | Padova         | Lecce       |
| 2018–19   | Virtus Entella | Pordenone      | Juve Stabia |
| 2019–20   | Monza          | Vicenza        | Reggina     |
| 2020–21   | Como           | Perugia        | Ternana     |
| 2021–22   | Südtirol       | Modena         | Bari        |
| 2022–23   | Feralpisalò    | Reggiana       | Catanzaro   |
| 2023–24   | Mantova        | Cesena         | Juve Stabia |
| 2024–25   | Padova         | Virtus Entella | Avellino    |